# Fabio Fernández Esteban
Fabio Fernández Esteban (Madrid, 13 de octubre de 1995) es un árbitro de baloncesto español de la liga ACB. Pertenece al Comité de Árbitros de la Comunidad de Madrid.

## Trayectoria
Fabio ascendió en septiembre de 2020 a la Liga ACB, con 24 años, tras un rápido paso por las competiciones FEB. Su trayectoria en el baloncesto ha sido igual de rápida. A los 14 años empezó a jugar en el colegio Jesús María. A partir de los 16 compaginó sus partidos como jugador en Salesianos de Atocha y Olímpico 64 (llegó a una fase final sub-21) con el arbitraje en las canchas de la Comunidad de Madrid.

## Temporadas
| Categoría       | País   | Año               |
| --------------- | ------ | ----------------- |
| Categorías base | España | 2011 - 2018       |
| FEB (Grupo 2)   | España | 2018 - 2019       |
| FEB (Grupo 1)   | España | 2019 - 2020       |
| Liga ACB        | España | 2020 - Actualidad |